# 博尔顿足球俱乐部
保頓流浪足球會是一家英格蘭足球會，於1874年建立，是英格蘭足球聯賽始創成員之一，主場位於（Metropolitan Borough of Bolton）的博爾頓大學球場（University of Bolton Stadium），現時在英格蘭足球甲組聯賽參賽。

## 歷史
保頓足球會成立於1874年，是英格蘭足球聯賽始創球會之一。保頓在上世紀二十年代曾三奪足總盃冠軍，但至上世紀七十至九十年代中，球隊大部份時間在低組別的聯賽浮沉。1995年保頓首次升上英超，之後數年在英超與英甲之間浮沉，為九十年代英格蘭聯賽其中一支「升降機」球隊。在領隊艾拿泰斯帶領下，保頓於2001年再次升上英超，之後漸在英超站穩，更兩次取得參加歐洲賽的資格。2007年，帶領保頓八年的領隊艾拿泰斯離開，保頓亦因為球員老化問題，成績開始滑落，多個球季都要為護級而戰。至2011年至2012年球季，保頓只得英超第十八名，護級失敗，於2012年至2013年球季開始在英冠聯賽角逐。
保頓降落英冠後，數季只在聯賽榜中下游位置。2015/16年度英冠聯賽，保頓長期位於榜末，護級形勢相當惡劣。在2016年4月9日，保頓以1-4敗給打比郡後，提早五輪聯賽宣告護級失敗，來屆降至英甲。保頓降班後首個球季在英甲取得聯賽亞軍，2017/18年度球季返回英冠。
2017/18年度球季，保頓在最後一場聯賽憑比賽最後五分鐘連入兩球，以3-2反勝諾定咸森林，取得聯賽第二十一名，僅僅保住英冠席位。在2018/19年度球季，保頓面對嚴重財務問題，季中雖還清欠前班主的債項而避過被接管，但嚴峻的財務問題已影響球會營運及成績。2019年4月19日，保頓主場以0-2不敵阿士東維拉，提早四周聯賽宣告護級失敗，之後更因會方拖欠球員兩個月薪酬，保頓球員一度擬罷踢本季最後兩場聯賽，結果保頓球員只罷踢了聯賽倒數第二輪對賓福特的比賽以表不滿。
2019年5月，在2018/19年度球季結束後，保頓足球會因欠稅而被接管，因此在2019/20年度球季開始時保頓被扣12分。暑假期間傳出保頓行政職員被拖欠薪金的消息。2019年8月新球季開展，多次比賽保頓只派出平均年齡只有19歲的年青球員作賽，在多場比賽慘敗之餘，英格蘭足總亦關注為保頓出賽的年青球員福利問題，以至在8月底暫停保頓的比賽。英格蘭足總要求保頓在2019年9月12日之前找到新買家，否則球會將會逐出英格蘭職業聯賽，結果在2019年8月29日新買家Football Ventures (Whites) Ltd入主保頓，令球會能繼續在英甲聯賽作賽。
2019/20年度英甲聯賽，因受新冠肺炎疫情影響，在2020年3月中旬開始暫停，並在2020年6月決定腰斬球季，各球隊以停賽前每場比賽的平均得分決定排名。在停賽時位處英甲榜末的保頓，因此成為本季英甲聯賽的榜末球隊，來季降至英乙作賽。
2020/21年度英乙聯賽，完成24輪比賽後，保頓僅僅在聯賽榜排名第十七，但是在新任總教練伊恩·伊瓦特的帶領之下，下半季保頓有著截然不同的表現。在最後一輪擊敗克勞利鎮後，以聯賽第三名的成績自動升級來季的英甲聯賽。

## 大事紀年
| 年 份   | 事 項 |
| ------- | --- |
| 1874    | 球隊前身成立 |
| 1877    | 更名 |
| 1888    | 成為足球聯盟十二支創始球隊之一 |
| 1889-90 | 晉身足總杯四強 |
| 1893-94 | 決賽1-4負於，足總杯亞軍 |
| 1895-96 | 晉身足總杯四強 |
| 1899    | 甲組聯賽排第十七位，降級乙組 |
| 1899-00 | 乙組聯賽亞軍，回升甲組 |
| 1903    | 甲組聯賽排第十八位，再降乙組 |
| 1903-04 | 決賽0-1負於曼城，足總杯亞軍 |
| 1904-05 | 乙組聯賽亞軍，回升甲組 |
| 1908    | 甲組聯賽排第十九位，降級乙組 |
| 1908-09 | 乙組聯賽冠軍，升級甲組 |
| 1910    | 甲組聯賽排第廿位，降級乙組 |
| 1910-11 | 乙組聯賽亞軍，升級甲組 |
| 1914-15 | 晉身足總杯四強 |
| 1922-23 | 決賽2-0擊敗，足總杯冠軍 |
| 1925-26 | 決賽1-0擊敗曼城，足總杯冠軍（第二次）                                                                                              |
| 1928-29 | 決賽2-0擊敗，足總杯冠軍（第三次）                                                                                                  |
| 1933    | 甲組聯賽排第廿一位，降級乙組 |
| 1933-34 | 晉身足總杯四強 |
| 1934-35 | 乙組聯賽亞軍（以得失球率），升級甲組                                                                                               |
| 1945-46 | 晉身足總杯四強 |
| 1952-53 | 決賽3-4負於黑池，足總杯亞軍 |
| 1957-58 | 決賽2-0擊敗曼聯，足總杯冠軍（第四次）                                                                                              |
| 1964    | 甲組聯賽排第廿一位，降級乙組 |
| 1971    | 乙組聯賽排第廿二位，降級丙組 |
| 1972-73 | 丙組聯賽冠軍，升級乙組 |
| 1976-77 | 晉身聯賽杯四強 |
| 1977-78 | 乙組聯賽冠軍，升級甲組 |
| 1980    | 甲組聯賽排第廿二位，降級乙組 |
| 1983    | 乙組聯賽排第廿二位，降級丙組 |
| 1986-87 | 丙組聯賽排第廿一位，降級附加賽首輪兩回合累計2-3負於艾迪索特，降級丁組                                                              |
| 1987-88 | 丁組聯賽排第三名，升級丙組 |
| 1989-90 | 丙組聯賽排第六名，升級附加賽首輪兩回合累計1-3負於                                                                                  |
| 1990-91 | 丙組聯賽排第四名（因得失球差錯過自動升級），升級附加賽首輪兩回合累計2-1擊敗，溫布萊決賽0-1負於                                     |
| 1992-93 | 超聯成立，丙組改為乙組《III》。乙組《III》聯賽亞軍，升級甲組《II》                                                                 |
| 1994-95 | 決賽1-2負於利物浦，聯賽杯亞軍。甲組《II》聯賽排第三名，升級附加賽準決賽兩回合累計3-2擊敗狼隊，溫布萊決賽4-3擊敗雷丁 ，升級超級聯賽 |
| 1996    | 超級聯賽排第廿位，降級甲組《II》                                                                                                   |
| 1996-97 | 甲組《II》聯賽冠軍，升級超級聯賽                                                                                                   |
| 1998    | 超級聯賽排第十八位（因得失球差低於），降級甲組《II》                                                                               |
| 1998-99 | 甲組《II》聯賽排第六位，升級附加賽準決賽兩回合累計4-4（作客入球優惠）擊敗，溫布萊決賽0-2負於                                       |
| 1999-00 | 晉身聯賽杯及足總杯四強。甲組《II》聯賽排第六位，升級附加賽準決賽兩回合累計5-7負於                                                  |
| 2000-01 | 甲組《II》聯賽排第三位，升級附加賽準決賽兩回合累計5-2擊敗，千禧球場決賽3-0擊敗普雷斯頓，升級超級聯賽                               |
| 2003-04 | 決賽1-2負於，聯賽杯亞軍。 |
| 2004-05 | 超級聯賽排第六位，首獲歐洲足協盃參賽權                                                                                             |
| 2006-07 | 任教接近8年的領隊（Sam Allardyce）辭職，由副手森美·李（）接任。 超級聯賽排第七位，再獲歐洲足協盃參賽權                             |
| 2007-08 | 開季成績未如理想，位列聯賽榜尾二，與領隊李森美協議解約，加里·麥格森（Gary Megson）從莱斯特城轉投出任新領隊                         |
| 2009-10 | 球隊在2009年結束仍處於降班區域，執教兩年的領隊加里·麥格森終被辭退                                                                  |
| 2011-12 | 球隊於聯賽最後一輪護級失敗，只能作客以2-2戰和史篤城，得36分排名第18，1分少於同日不敵應屆冠軍曼城的，來季降班英冠                   |
| 2015-16 | 位列英冠聯賽榜尾，來季降班英甲 |
| 2016-17 | 英甲聯賽亞軍，來季升上英冠 |
| 2018-19 | 面臨財政危機，管理權易主，位列英冠聯賽第二十三位，來季降班英甲                                                                     |
| 2019-20 | 位列英甲聯賽第二十三位，來季降班英乙                                                                                               |
| 2020-21 | 位列英乙聯賽第三位，來季升班英甲                                                                                                   |
| 2022-23 | 位列英甲聯賽第五位，升級附加賽準決賽兩回合累計1-2負於班士利                                                                        |

## 主場球場

### 马克龙球场
马克龙球场（Macron Stadium）前名銳步球場（Reebok Stadium），位於保頓附近的霍里奇（Horwich），是保頓足球會的主場球場。在1997年落成啟用並取代原有的般頓公園球場（Burnden Park），以贊助商銳步的名字命名，造價4,500萬英鎊，為一座現代化可容納28,000觀眾的全座席球場，更結合酒店服務，球場的南看台與擁有125間房的「韋斯酒店」（DeVere Whites Hotel）相連結。除足球賽事外，銳步球場亦可作音樂會、大型會議、展覽及宴會等用途。首場比賽在1997年9月1日對，以0-0打成平手。雖然新球場擁有先進的設施及更大的容量，但搬遷對很多保頓的球迷而言並不受落，部份原因為銳步球場位於市外，更主要是出於對般頓公園球場光榮歷史的依戀，故此銳步球場外的街道亦命名為「般頓徑」（Burnden Way）以作紀念。
2014年4月球會宣佈與義大利運動服品牌马克龙（Macron）達成初步四年冠名贊助協議，於2014年7月更名马克龙球场（Macron Stadium）。

### 般頓公園球場
般頓公園球場（Burnden Park）自1895年開始成為保頓的主場球場，直到1997年為止長達102年，見證著保頓光輝的歷史。般頓公園在1895年8月17日啟用時舉行體育節日活動，約有20,000人到場參觀。直到9月11日保頓才在般頓公園進行首場主場比賽，對普雷斯頓的慈善賽。三日後的9月14日舉行正式聯賽比賽，以3-1擊敗旗開得勝。1933年2月18日對曼城的足總盃比賽共吸引破紀錄的69,912名球迷入場，不幸以2-4落敗。近代最高觀眾紀錄創於1977年2月15日對愛華頓的聯賽盃準決賽，50,413人見證賴斯福特（Bob Latchford）的頭球入球使愛華頓晉身決賽。1980年代保頓成績低落，只能在丙、丁組作賽，球隊遭受嚴重財赤。保頓與「聯益合作社」（Co-op Society）達成協議，將大半的「土堤看台」（Embankment End）改成超級市場，使般頓公園成為聯賽的笑柄。般頓公園最後一場比賽在1997年4月25日舉行，全場滿座，球隊以4-1擊敗，約翰·麥根尼（John McGinlay）連中三元及射入般頓公園102年歷史最後的一球。

## 榮譽

2013年前的舊會徽

| 榮譽                      | 次數        | 年度                                                                                       |
| 聯 賽 比 賽               | 聯 賽 比 賽 | 聯 賽 比 賽                                                                                |
| ------------------------- | ----------- | ------------------------------------------------------------------------------------------ |
| 甲組聯賽〈II〉 冠軍       | 1           | 1997年。                                                                                   |
| 甲組聯賽〈II〉附加賽 冠軍 | 2           | 1995年、2001年。                                                                           |
| 乙組聯賽〈II〉 冠軍       | 2           | 1909年、1978年。                                                                           |
| 乙組聯賽〈II〉 亞軍       | 5           | 1900年、1905年、1911年、1935年、1993年。                                                   |
| 丙組聯賽〈III〉 冠軍      | 1           | 1973年。                                                                                   |
| 杯 賽 比 賽               |             |                                                                                            |
| 足總杯 冠軍               | 4           | 1923年、1926年、1929年、1958年。                                                           |
| 足總杯 亞軍               | 3           | 1894年、1904年、1953年。                                                                   |
| 聯賽杯 亞軍               | 2           | 1995年、2004年。                                                                           |
| 聯賽錦標 冠軍             | 2           | 1989年,2023年。                                                                            |
| 聯賽錦標 亞軍             | 1           | 1986年。                                                                                   |
| 慈善盾 冠軍               | 1           | 1958年。                                                                                   |
| 地 區 聯 賽               |             |                                                                                            |
| 中部聯賽 冠軍             | 2           | 1955年、1995年。                                                                           |
| 地 區 杯 賽               |             |                                                                                            |
| 蘭開郡杯 冠軍             | 11          | 1886年、1891年、1912年、1922年、1925年、 1927年、1932年、1934年、1948年、1988年、 1990年。 |

## 著名球星

### 名人堂
- 拜恩·愛華士（英语：Bryan Edwards (footballer)）（Bryan Edwards）
- 阿歷斯·芬尼（英语：Alex Finney (footballer, born 1902)）（Alex Finney）
- 萊·基里夫斯（Roy Greaves）
- 埃迪·霍普金森（Eddie Hopkinson）
- 保羅·鍾斯（英语：Paul Jones (footballer, born 1953)）（Paul Jones）
- （Nat Lofthouse）
- 華域克·雷馬（Warwick Rimmer）
- 特德·雲沙特（Ted Vizard）
- 萊·夏圖（Roy Hartle）
- 道格·荷頓（Doug Holden）
- 祖·史勿夫（英语：Joe Smith (football forward, born 1889)）（Joe Smith）

### 近代球星
以姓氏字母排序
- （Nicolas Anelka）
- （Tal Ben Haim）
- 冈德尼·博格森（Guðni Bergsson）
- （Jared Borgetti）
- （Iván Campo）
- （Kevin Davies）
- （El Hadji Diouf）
- （Youri Djorkaeff）
- （Johan Elmander）
- （Per Frandsen）
- （Les Ferdinand）
- （Quinton Fortune）
- （Stelios）
- （Ricardo Gardner）
- （Eidur Gudjohnsen）
- （Heiðar Helguson）
- （Fernando Hierro）
- （Stuart Holden）
- （Jussi Jaaskelainen）
- （Ivan Klasnić）
- （Zatyiah "Zat" Knight）
- 李青龍（Lee Chung-Yong）
- 法蘭西斯·李（Francis Lee）
- （Jason McAteer）
- 約翰·麥根尼（John McGinlay）
- （Ariza Makukula）
- （Fabrice Muamba）
- 中田英壽（Hidetoshi Nakata）
- （Kevin Nolan）
- （Jay Jay Okocha）
- （Peter Reid）
- （Samuel Ricketts）
- （Peter Shilton）
- （Gary Speed）
- （Grétar Steinsson）
- （Stig Tøfting）
- （Christian Wilhelmsson）
- （Frank Worthington）

## 球衣贊助
- 1874-1980年：無贊助
- 1980-1981年：禮特保安（Knight Security）
- 1981-1982年：保頓晚報（Bolton Evening News）
- 1982-1983年：駿懋銀行（Lloyds Bank）
- 1983-1986年：HB電子（HB Electronics）
- 1986-1990年：羅密特超市（Normid Superstore）
- 1990-2009年：銳跑（Reebok）
- 2009-2013年：188金寶博（188Bet）
- 2013-現在：（FibrLec）